# William Hewett
Pour les articles homonymes, voir Hewett.
William Nathan Wrighte Hewett, né à Brighton le 12 août 1834 et mort à Portsmouth le 13 mai 1888, est un officier de marine britannique, négociateur du traité d'Adoua signé le 3 juin 1884 avec l'Éthiopie.

## Biographie
Il est le fils de William Hewett, docteur, et de Susan Moore.
Il entre dans la marine britannique en 1847, à 13 ans. Il devient lieutenant en 1854, et obtient la Victoria Cross lors du siège de Sébastopol, au cours de la guerre de Crimée.
Il est nommé commandant du yacht royal le 13 september 1858, et devient capitaine en 1862.
À partir de 1873, il est commandant de la station maritime du Cap, en Afrique du Sud.
Il est engagé dans la guerre avec les Mahdistes au Soudan en 1882, lorsque les Britanniques prennent le contrôle de l'Égypte, et est nommé gouverneur du Soudan le 10 février 1883. La situation des troupes anglo-égyptiennes est alors difficile. Fin 1883, la ville de Kassala est encerclée par les Soudanais, et Charles Gordon est assiégé dans Khartoum à partir de septembre 1884.
Le 7 avril 1884, William Hewett part de Massawa pour aller négocier un soutien éthiopien aux actions britanniques. Le négus Yohanes le rejoint le 26 mai. Le 3 juin 1884, est signé  le traité d'Adoua (ou «traité Hewett»), par lequel les Éthiopiens s'engagent à soutenir le retrait anglo-égyptien du Soudan en échange du territoire du Bogos et de la ville de Kassala. Les Éthiopiens espéraient également obtenir le port de Massawa, mais le traité ne mentionne qu'un droit de libre transit. Les Britanniques laissent finalement le port aux Italiens en 1885.
Hewett est nommé amiral le 8 juillet 1884. Il termine sa carrière comme commandant de l'escadre de la Manche à partir de 1886, et meurt peu après sa retraite.